# 御橋公
御橋 公（みはし こう、1895年6月26日 - 1962年2月26日）は、大正・昭和期に活躍した日本の俳優。本名は大橋 芳雄。

## 来歴・人物
東京市生まれ。慶應義塾大学部理財科を中退して、新劇協会に入る。1920年2月に『青い鳥』で初舞台を踏む。1926年、築地小劇場に移籍して、1929年3月に発生した劇団の分裂騒動では残留して、改称した劇団築地小劇場で舞台活動を続けた。1930年に脱退して、友田恭助らと劇団新東京の旗揚げに参加するが、翌1931年に脱退する。
1934年に映画俳優に転向し、P.C.L.映画製作所に入社。『続・只野凡児』で映画デビューした。以降、バイプレイヤーとして『噂の娘』や、山中貞雄監督の『人情紙風船』などに出演した。1938年、東京発声の『鶯』では警察署の人事主任役で印象的な演技を見せた。戦後はフリーとなり、数は少ないながらも出演を続けた。テレビドラマにも出演した。1961年の『人間の條件・完結篇』を最後にスクリーンを去り、1962年にガンのため死去した。66歳だった。

## 出演作品

### 映画
- サーカス五人組（1935年、P.C.L.） - 清六
- 噂の娘（1935年、P.C.L.） - 健吉
- 桃中軒雲右衛門（1936年、P.C.L.） - 磯野
- 朝の並木路（1936年、P.C.L.） - 千代の父
- 東京ラプソディ（1936年、P.C.L.） - 別井伯爵
- 唄の世の中（1936年、P.C.L.） - 吹込係・夢野
- からゆきさん（1937年、P.C.L.） - カトリックの僧侶
- 人情紙風船（1937年、P.C.L.=前進座） - 白子屋久左衛門
- お嬢さん（1937年、P.C.L.） - 医者長井
- 禍福（1937年、P.C.L.） - 父
- 良人の貞操（1937年）- 白石専務
- 地熱（1938年、東宝） - 近藤
- ロッパのガラマサドン（1938年、東宝） - 赤石常務
- 巨人傳（1938年、東宝） - 仙波老人
- 藤十郎の恋（1938年、東宝） - 万太夫座若大夫
- 田園交響楽（1938年、東宝） - 田口医師
- 虹立つ丘 (1938年、東宝) - 早川氏
- 鶯（1938年、東京発声） - 人事主任
- 武道千一夜（1938年、東宝） - 杉田屋
- 家庭日記（1938年、東宝） - 一郎の父
- 忠臣蔵（1939年、東宝） - 吉田忠左衛門
- 白蘭の歌（1939年、東宝） - 康吉の叔父
- 新篇丹下左膳（東宝） - 吉野屋半左衛門
  - 隻眼の巻（1939年）
  - 恋車の巻（1940年）
- 二人の世界（1940年、東宝） - 松崎主任
- 娘時代（1940年、東宝） - 鹿島さん
- 旅役者（1940年、東宝） - 若狭屋
- 白鷺（1941年、東宝） - 辰巳屋幸助
- 闘魚（1941年、東宝） - 俊記の叔父
- 女学生記 (1941年、東京発声) - 物理の先生
- 八十八年目の太陽（1941年、東宝） - 監査部長
- 南海の花束（1942年、東宝） - 査問委員
- ハワイ・マレー沖海戦（1942年、東宝） - 戸沢軍医長[1]
- 小判鮫（1948年、新演伎プロ） - 大賀弥左衛門
- 女の顔（1949年、東宝） - 和子の父六助
- 佐々木小次郎（1950年、東宝） - 大岸七太夫
- せきれいの曲（1951年、東宝） - 執事川田
- 風雪二十年（1951年、東映） - 大原法相
- 赤穂城（1952年、東映） - 牟岐平右ヱ門
- 村八分（1953年、近代映画協会） - 遠藤
- 蟹工船（1953年、現代ぷろ） - 工場長藤野
- 黒い潮（1954年、日活） - 寿しやの親父
- 叛乱（1954年、新東宝） - 川島陸相
- 足摺岬（1954年、近代映画協会） - 遍路爺さん
- 怪猫岡崎騒動（1954年、大映） - 西三条基昭
- どぶ（1954年、近代映画協会） - 紳士
- 若い人たち（1954年、全国銀行従業員組合） - 小宮良介
- 投げ唄左門三番手柄 覆面髑髏隊（1954年、大映） - 村上耕龍斎
- 続宮本武蔵 一乗寺の決闘（1955年、東宝） - 本阿弥光悦
- 狼（1955年、近代映画協会） - 東洋生命支社西部支部長
- むっつり右門捕物帖 鬼面屋敷（1955年、東宝） - 川島彦太夫
- 応仁絵巻 吉野の盗賊（1955年、松竹） - 修理亮
- 女優（1956年、近代映画協会） - 北林芳郎
- 眠狂四郎無頼控・第二話 円月殺法（1957年、東宝） - 高麗寺玄流
- 続御用聞き物語（1957年、東宝） - お爺さん
- 続サラリーマン出世太閤記（1957年、東宝） - 工場長
- 怒りの孤島（1958年、日映） - 西崎源平
- 悪徳（1958年、日映） - 綾小路忠光
- お迎え狸（1958年、東映教育）
- 大学のお姐ちゃん（1959年、東宝） - 馬野豊博士
- 海っ子山っ子（1959年、桜映画社） - 校長
- 新吾十番勝負（東映）
  - 第二部（1959年） - 淀屋辰五郎
  - 完結篇（1960年） - 笹本卯三郎
- 殺されたスチュワーデス 白か黒か（1959年、大映） - 日光署秋山署長
- 天下の伊賀越 暁の血戦（1959年、東映） - 川合半左衛門
- 百万両五十三次（1959年、東映） - 小笠原佐渡守
- 血槍無双（1959年、東映） - 原惣右衛門
- 浪人市場 朝やけ天狗（1960年、東映） - 瀬戸梅翁
- 旅の長脇差 花笠椿（1960年、東映） - 伊丹屋万兵衛
- 親鸞（1960年、東映） - 定経
- 危うし!怪傑黒頭巾（1960年、東映） - 榊原若狭守
- 八百万石に挑む男（1961年、東映） - 堀田相模守
- 人間の條件（1961年、にんじんくらぶ） - 老教師

### テレビドラマ
- 日真名氏飛び出す（KR）
- 東芝日曜劇場（TBS）
  - 第99話「女人連祷」（1958年）
  - 第224話「忍ぶ川」（1961年）
- おかあさん（KR）
  - 第1シリーズ 第16話「ゆめ」（1958年）
  - 第2シリーズ 第10話「わたしの子供」（1959年）
- 母と子（KR）
  - 第4話「夜空」（1959年）
  - 第29話「母の真夜中」（1959年）
- 雑草の歌 第53話「高砂」（1959年、NTV）
- ヤシカゴールデン劇場 母（1959年、NTV）
- サンヨーテレビ劇場（KR）
  - 雁（1959年）
  - どっちが笑う（1960年）
- 心に詩あり 第10話「教え子たち」（1959年、NET）
- 三菱ダイヤモンド劇場（CX）
  - 英語屋さん（1959年）
  - 執行猶予（1959年）
- 日立劇場 第18話「サービス大隊要員」（1960年、KR）
- テレビ劇場（NHK）
  - 争わぬ男（1960年）
  - のぞみ（1960年）
  - 暁（1960年）
- 人生はドラマだ 第21話「西郷隆盛」（1960年、NTV）
- これが真実だ 第22話「杉田玄白と解体新書」（1960年、CX）
- ゴールドステージ 果実（1960年、NTV）
- ここに人あり（NHK）
  - 第149話「曲師」（1960年）
  - 第168話「わが友よ」（1961年）
- 東レサンデーステージ 第15話「台風」（1960年、NTV）
- NECサンデー劇場（NET）
  - 傷痕（1960年）
  - 誉の家（1961年）
- 名勝負物語 第25・26話「秘剣燕返し」（1961年、NTV）
- テレビ指定席 七人の紳士（1961年、NHK）
- 舞踊ホール 妄執の火（1961年、NHK）